# Czeski region winiarski
     podregion mielnicki
     podregion litomierzycki

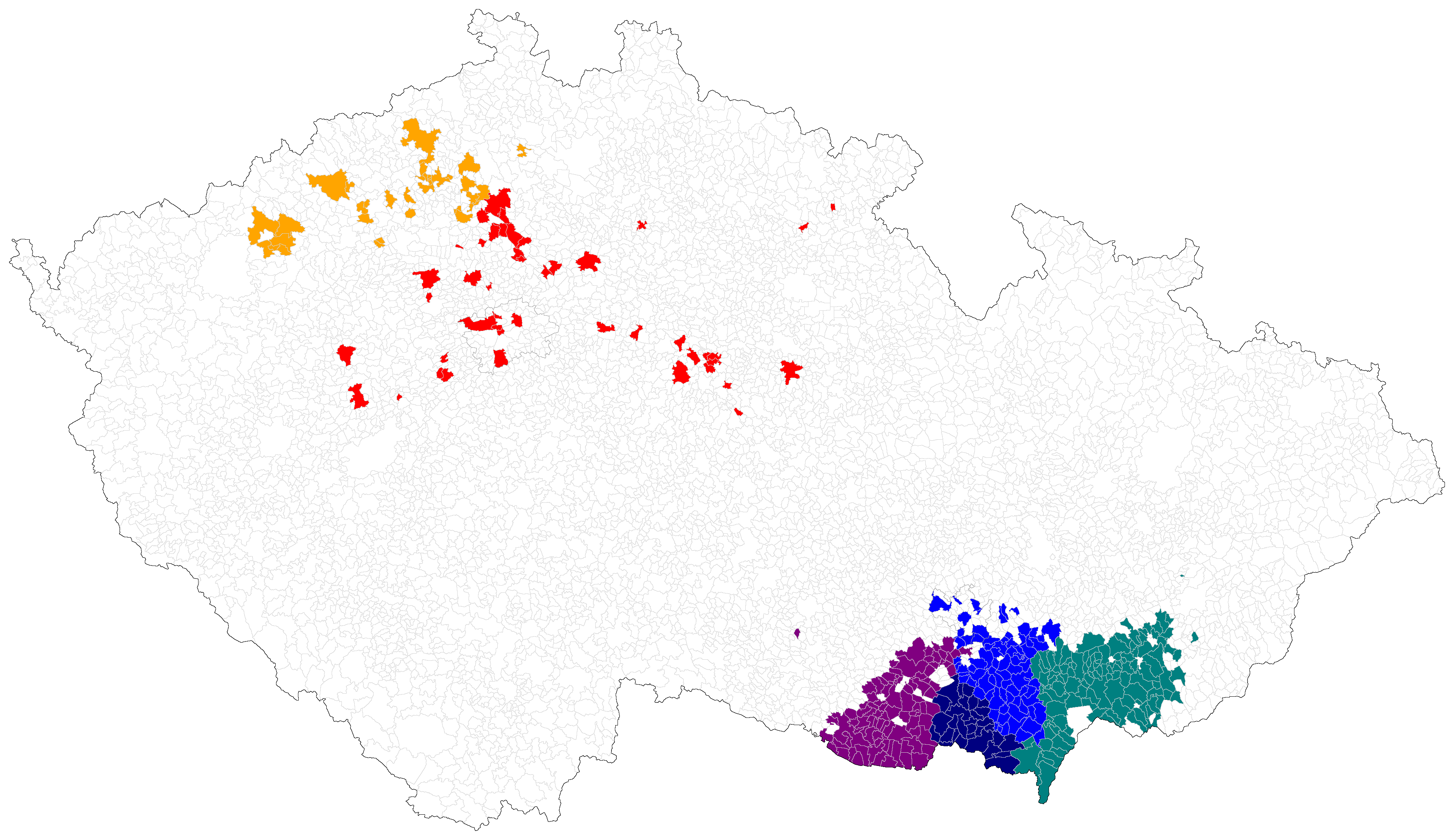
Czeski region winiarski tworzą miejscowości rozrzucone w środkowych oraz północnych Czechach
podregion mielnicki
podregion litomierzycki

Niewielki czeski region winiarski należy do najbardziej na północ wysuniętych miejsc upraw winorośli – większość winnic leży na północ od 50. równoleżnika. Utworzony został na mocy czeskiego prawa winiarskiego z 2004 roku, wprowadzonego po przystąpieniu do Unii Europejskiej. 
Winnice leżą przeważnie na południowych stokach, nad rzekami Wełtawą, Łabą, Berounką i Ochrzą oraz wokół miasta Most. Przeważają gleby bazaltowe i wapienne. W skład czeskiego regionu winiarskiego wchodzą dwa podregiony:
- Litomierzycki,
- Mělnicki.

Znane miejscowości winiarskie:
- Mielnik - tu według legendy w IX wieku założono pierwsze winnice w regionie[2]
- Most
- Litomierzyce
- Velké Žernoseky
- Roudnice

W porównaniu z morawskim regionem winiarskim region czeski pełni marginalną rolę - obejmuje jedynie ok. 720 ha, 5% czeskich winnic. Niewielka produkcja w większości jest sprzedawana w Czechach